# Dolianthus bicolor
Dolianthus bicolor är en måreväxtart som först beskrevs av Elmer Drew Merrill och Lily May Perry, och fick sitt nu gällande namn av Aaron Paul Davis. Dolianthus bicolor ingår i släktet Dolianthus och familjen måreväxter. Inga underarter finns listade i Catalogue of Life.